# Christian Hansen (Turner)
Christian Marius Hansen (* 24. September 1891 in Fredericia; † 13. Juni 1961 in Kopenhagen) war ein dänischer Turner.

## Erfolge
Christian Hansen, der für den Verein Frederica Gymnastikforening turnte, nahm 1908 in London erstmals an Olympischen Spielen teil. Im Mehrkampf mit der dänischen Mannschaft verpasste er dabei als Vierter knapp einen Medaillengewinn.
Seine zweite olympische Teilnahme erfolgte 1912 bei den Olympischen Spielen in Stockholm. Bei diesen gehörte Hansen zur dänischen Turnriege im Wettbewerb, der nach dem sogenannten freien System ausgetragen wurde. Dabei traten insgesamt fünf Mannschaften an, die aus 16 bis 40 Turnern bestehen und während des einstündigen Wettkampfs gleichzeitig antreten mussten. Es wurden die Ausführungen der geturnten Übungen an den Geräten bewertet, aber auch der Einmarsch zu Beginn und der Ausmarsch am Ende. Das Gesamtergebnis war ein Durchschnittswert der fünf Kampfrichterwertungen. Neben den Dänen traten auch Turnriegen aus Norwegen, Finnland, dem Deutschen Reich und Luxemburg an. Mit 114,25 Punkten setzten sich die Norweger gegen ihre Konkurrenten durch: Die Finnen erzielten 109,25 Punkte und belegten damit vor den drittplatzierten Dänen mit 106,25 Punkten den zweiten Platz.
Hansen gewann zusammen mit Axel Andersen, Hjalmart Andersen, Halvor Birch, Wilhelm Grimmelmann, Arvor Hansen, Marius Hansen, Charles Jensen, Hjalmar Johansen, Poul Preben Jørgensen, Carl Krebs, Vigo Meulengracht Madsen, Lukas Nielsen, Rikard Nordstrøm, Steen Olsen, Oluf Olsson, Carl Pedersen, Kristian Pedersen, Niels Petersen und Christian Svendsen die Bronzemedaille.